# Beloruska gotika
Beloruska gotika (belorusko беларуская готыка, latinizirano: belaruskaja hotijka) je arhitekturni slog cerkvenih stavb, zgrajenih v 15. in 16. stoletju v delih sodobne Belorusije, Litve in vzhodne Poljske. Izraz je sporen in velja za produkt beloruskega nacionalizma, uporabljajo pa ga samo beloruski zgodovinarji. Opisuje dejstvo, da so bile v slovanskih regijah Velike litovske kneževine, med katerimi jih je veliko tvorilo današnjo Belorusijo, zgrajene nekatere gotske stavbe za vzhodne pravoslavne kongregacije in posestnike. Čeprav imajo te stavbe značilnosti gotske arhitekture, kot so visoki stolpi, ločni oporniki, koničasti loki in obokani stropi, vsebujejo tudi elemente, ki jih srednje in zahodnoevropski standardi običajno ne štejejo za gotiko.

## Zgodovina
S krstom Velikega princa Vladimirja Velikega in pokristjanjevanjem Kijevske Rusije je na arhitekturo regije močno vplivala bizantinska arhitektura.
V 13. stoletju in v prvih desetletjih 14. stoletja je kneževine v današnji Belorusiji sčasoma podjarmila Velika litovska kneževina, poganska država, ki se je borila proti širitvi Tevtonskega viteškega reda. Velika kneževina je v 14. stoletju postala prevladujoča sila z razvitim plemstvom. Litovski vladarji so začeli graditi opečnate gotske gradove in ustanavljali cerkve za svoje katoliške državljane, ki so bile zgrajene tudi v opečni gotiki. Stiki s tevtonskim redom in Evropo so omogočili zaposlitev izkušenih arhitektov. Staroslovanščina je bila uporabljena za pravni zakonik in dokumentacijo.
Po Krévski uniji leta 1386 sta bili Poljska in Litva združeni s personalno unijo, kar je povzročilo pokristanjevanje Litve in povečanje komunikacije v zahodni in južni Evropi. Pokristjanjevanje Litve je privedlo do intenzivnejše širitve zahodne kulture in sicer gotike v pravoslavne dežele.
V tem obdobju je gotski slog prišel v slovanske regije. V srednji in južni Evropi pa ga je že izpodrinila renesančna arhitektura.
Leta 1346 je bila zgrajena pravoslavna stolnica Matere božje v Vilni, preden je litovska država postala katoliška.
- Primeri
- Stolnica sv. Borisa in Gleba [2] Navahrudak (1519–1630), južna fasada
- Notranjost stolnice (1930)
- Cerkev sv. Mihaela [3][4] Hnesna (de), 1524–1527
- 16. stoletje, kompleks gradu Mir
- Stolnica Matere božje, Vilna
- Cerkev pravoslavnega samostana Supraśl, Poljska
- Cerkev sv. Duha (1530) v Kodeńu, Poljska, blizu reke Bug
- Cerkev svete Trojice v Iškaldźu
- Grška katoliška cerkev sv. Trojice v Vilni
- Cerkev Rojstva blažene device Marije v Muravanki
- Cerkev v Muravanki

## Arhitektura
Beloruska gotika združuje bizantinsko, gotsko in renesančno arhitekturo. Čeprav imajo nekatere stavbe severnonemško opečno gotsko zasnovo, so druge ometane. Okenski loki so predvsem koničasti, slepe arkade in langobardski frizi pa imajo okrogle oboke. Večina cerkva ima rebraste oboke, obstajajo pa tudi preprosti banjasti oboki, kakršni so v romanski in bizantinski arhitekturi. Večina jih je bila utrjenih, s kratko ladjo in majhnim stolpom na vsakem vogalu; druge imajo navaden, visok zahodni zvonik.